# This Beat Is Technotronic
A This Beat Is Technotronic a belga Technotronic együttes 3. kislemeze, mely az 1989-es debütáló albumon található. A dal a Billboard Hot Dance Music Club listán a 3. helyen végzett, míg az Egyesült Királyságban a 14. helyezést érte el.
A dalt Daisy Dee is előadta a 90-es évek elején.

## Megjelenések
7" kislemez
1. "This Beat Is Technotronic" (single version) — 3:40
2. "This Beat Is Technotronic" (rap to beats) — 3:15

12" maxi bakelit
1. "This Beat Is Technotronic" ("my favourite club" mix) — 5:57
2. "This Beat Is Technotronic" (instrumental) — 4:00
3. "This Beat Is Technotronic" (Alaska dub) — 5:00
4. "This Beat Is Technotronic" (rap to beats) — 2:00

12" maxi bakelit
1. "This Beat Is Technotronic" (get on it club mix) — 7:40
2. "This Beat Is Technotronic" (radio edit) — 4:50
3. "This Beat Is Technotronic" (7" mix) — 3:30
4. "This Beat Is Technotronic" (this dub is Technotronic) — 5:44
5. "Pump Up the Jam" (punami mix) — 6:19
6. "Tough" — 4:23

CD maxi
1. "This Beat Is Technotronic" (single version) — 3:40
2. "This Beat Is Technotronic" ("my favourite club" mix) — 5:57
3. "This Beat Is Technotronic" (Alaska dub) — 5:00
4. "This Beat Is Technotronic" (rap to beats) — 3:15
5. "This Beat Is Technotronic" (beats & bass) — 2:00

Kazetta
1. "This Beat Is Technotronic" (7" mix)
2. "This Beat Is Technotronic" (get on it 7" mix)
3. "Pump Up The Jam" (punami mix)
4. "This Beat Is Technotronic" (7" mix)
5. "This Beat Is Technotronic" (get on it 7" mix)
6. "Pump Up The Jam" (punami mix)

12" maxi / CD maxi - Remixes
1. "This Beat Is Technotronic" (get on it club mix) — 7:40
2. "This Beat Is Technotronic" (get on it single mix) — 3:34
3. "This Beat Is Technotronic" (radio edit) — 4:50
4. "This Dub Is Technotronic" — 5:44